# 12"/35 морская пушка
12"/35 морская пушка — 305-мм орудие германского концерна «Крупп», разработанное и производившееся по заказу Российского императорского флота и принятое на вооружение в 1886 году. С 1891 года производилось Обуховским заводом, Устанавливалось на эскадренных броненосцах. Им были вооружены следующие корабли: «Чесма», «Георгий Победоносец», «Наварин». Орудия применялись в Русско-японской войне.

## Проектирование и производство
12"/35 морская пушка была разработана германским концерном «Крупп» по заказу Морского министерства Российской империи. Контракт на поставку шести орудий для броненосца «Чесма» был подписан 30 апреля 1886 года. В 1888 году Обуховский завод спроектировал свой вариант пушки Круппа, имевший ряд конструктивных отличий от прототипа. В 1891 году первая 12"/35 пушка Обуховского завода была представлена на испытания. Всего Обуховским заводом было изготовлено 11 таких орудий: шесть установлено на броненосце «Георгий Победоносец», четыре на броненосце «Наварин» и ещё одно орудие было произведено для замены вышедшей из строя пушки броненосца «Чесма».

## Конструкция
12"/35 морская пушка состояла из толстостенной внутренней трубы, вставленной с натяжением в казенник. На ствол надевалось три ряда скрепляющих колец, а сверху кожух. Затвор был клиновым с ручными приводами. Орудие стало последней в Российском флоте артсистемой такого калибра, имевшей цапфы и клиновой затвор. Орудие Обуховского завода имело незначительные изменения в конструкции.

## Боеприпасы 12"/35 морской пушки
Боекомплект 12"/35 морских пушек состоял из лёгких и тяжёлых снарядов. Лёгкие снаряды весили по 331,7 кг и имели длину 2,6—2,8 калибра. Тяжёлые снаряды весили по 455 кг и имели длину 4,2 калибра. При этом бронебойные снаряды обоих типов изготавливались из стали, фугасные из обыкновенного чугуна. Снаряды первоначально снаряжали чёрным порохом, к концу XIX века перешли на пироксилин. Тяжёлый фугасный снаряд содержал 24,5 кг ВВ.
Для тяжёлых снарядов был принят заряд из 147,4 кг бурого пороха. Он обеспечивал снаряду начальную скорость 610 м/с. Для лёгких снарядов применялся заряд бурого пороха массой 153—155 кг и обеспечивал начальную скорость 637 м/с. Дальность стрельбы при угле возвышения +6° — 6039 м, при угле +15° — 10614 м. Поскольку сражаться в то время предполагали на ближних и средних дистанциях, таблицы стрельбы были составлены лишь до 7320 м. В начале XX века к орудиям был принят заряд бездымного пороха массой 68,8 кг, баллистические характеристики остались прежними. На дистанции 1852 м лёгкий бронебойный снаряд мог пробить железную броню толщиной 280 мм.